# Michael Schulze (Künstler)

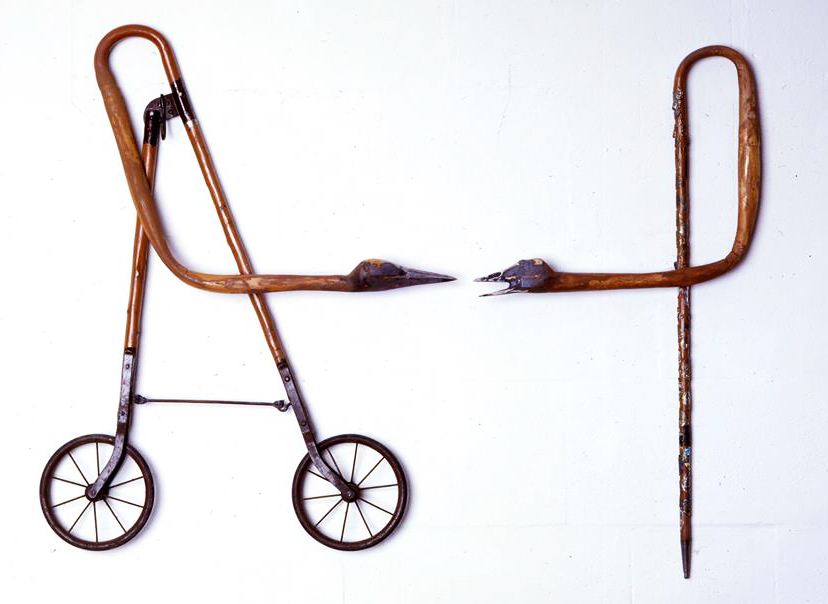
„Alte Begegnung“

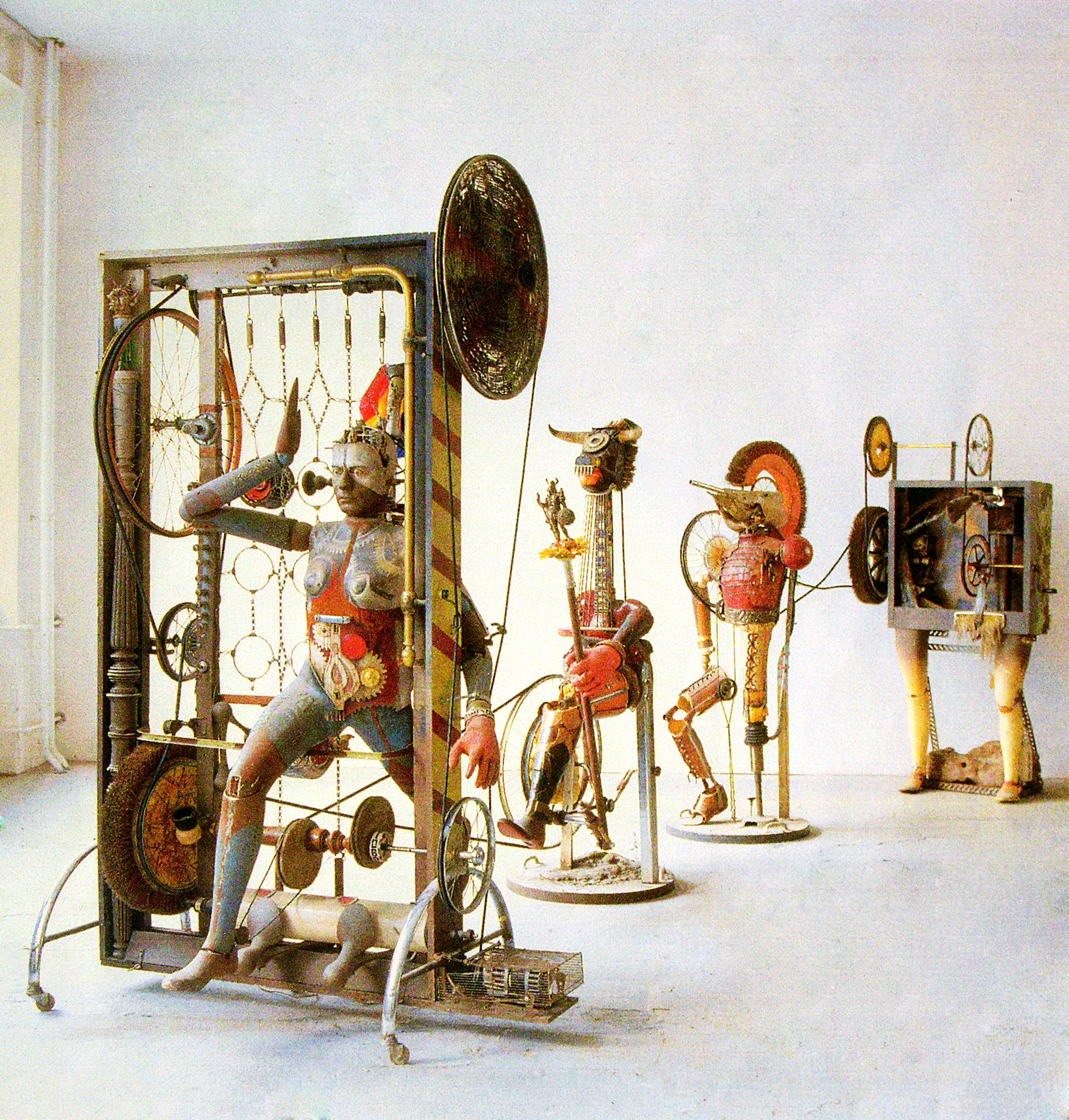
„Verfolgt von Max E im Rollstuhl“

Michael Schulze (* 3. Februar 1952 in Trier, Rheinland-Pfalz) ist ein deutscher Bildhauer, Maler, Grafiker, Filmemacher, Schriftsteller, Musiker und Hochschullehrer.

## Leben
Michael Schulze wurde als Sohn des Kunstglasers und Glasmalers Martin Schulze und der Balletttänzerin Regina Körperich als drittes Kind von fünf Kindern in Trier geboren. Nach einer Malerlehre von 1966 bis 1969 im Familienbetrieb Josef Schmelzer in Trier begann er 1970 das Studium der Innenarchitektur bei Helmut Berger und Clas Steinmann an der FH Trier, das er 1975 beendete.
Seit seinem dreizehnten Lebensjahr erlernte er autodidaktisch das Gitarrenspiel. Bis 1975 spielte er in den Trierer Formationen Holzwurm und Mephisto im Bereich Folk/Blues und Rock-Jazz. Im Jahre 1975 siedelte er nach Berlin (West) und begann im Oktober 1976 das Studium der Freien Kunst und Kunstpädagogik an der Hochschule der Künste Berlin (HdK, heute UdK) bei Wolfgang Petrick und Dieter Appelt. In dieser Zeit war er Gründungsmitglied des „Atelier Kulmerstrasse“, einer Selbsthilfegalerie in Berlin-Schöneberg und lernte 1976 seine Frau Ulrike Sattelmacher-Schulze kennen.
1985, nach Abschluss der Meisterschülerprüfung und des ersten Staatsexamens, war er als freier Künstler in Berlin tätig und arbeitete an seinem Œuvre. Parallel dazu begannen Versuche mit Animationsfilmen in Super 8 und 16 mm sowie erste autobiografische Texte. 1987 entstand eine Animationsproduktion für den Sender Freies Berlin. Weiterhin verwirklichte er verschiedene Kunst am Bau-Projekte in Berlin.
Während des Studiums arbeitete Schulze als freier Mitarbeiter des Deutschen Kinderschutzbundes von 1980 bis 1987 mit Kindern und Jugendlichen im Berliner Bezirk Wedding, einem sozialen Brennpunkt der Kinder- und Jugendarbeit (Musik und Kunst). Im Jahr 1987 begann er seine Lehrtätigkeit als Künstlerisch-Wissenschaftlicher Mitarbeiter bis 1993 am Fachbereich für Architektur an der HdK-Berlin im Bereich bildnerische- und plastische Gestaltung unter Leitung von Ulrich Baehr. Im selben Jahr entstand die Freundschaft mit dem US-Künstlerpaar Edward Kienholz und Nancy Reddin-Kienholz, die ihn und seine Frau nach Idaho einluden. Daraus folgten jährliche Reisen, Ausstellungen und Vorträge in verschiedenen Städten der USA, auch bedingt durch die enge Zusammenarbeit mit der Shoshana Wayne Gallery in Los Angeles.
1990, nach der Geburt der Tochter Lisa Schulze lebte und arbeitete er mit seiner Familie in Venice Beach LA. In dieser produktiven Zeit entstand die Reliefreihe „Discovery“. Dieser Aufenthalt und die Zusammenarbeit mit der Shoshana Wayne Gallery wurden durch den ersten Irakkrieg „Desert Storm“ abgebrochen.
Zurück in Deutschland verlegte Michael Schulze sein Atelier in das havelländische Dorf Senzke westlich von Berlin, in dem er ein kleines Anwesen erwarb und umgestaltete. Innerhalb eines Austauschprogramms des Repin-Instituts und der HdK-Berlin verbrachte er 1993 einen dreimonatigen Studien- und Arbeitsaufenthalt in St. Petersburg. Als freier Mitarbeiter der Musik- und Kunstschule Nauen leitete er drei Jahre Kunst- und Gestaltungskurse für Kinder und Erwachsene im Schloss Senzke.
1997 erfolgte der Ruf an die RWTH Aachen, Fakultät für Architektur, wo er seitdem den Lehrstuhl für Plastik als Universitätsprofessor leitet. 2009 war Michael Schulze Gründungsinitiator des Vereins GKG ev., Gesellschaft Künstlerischer Gestaltungslehren, wo er bis 2012 das Amt des Vizepräsidenten bekleidete.

## Lehre
Schulzes künstlerische Gestaltungslehre ist geprägt durch die Begriffe „Konzept und Werkbegriff“. Ausgehend von der generalistischen Tätigkeit des Architekturberufs, sind diese künstlerischen Anteile elementare Bausteine seiner Gestaltungslehre. In diesem Begriffspaar finden sich einerseits die konzeptionellen, wissenschaftlichen und kognitiven Ansprüche, die für die Bildung von Fähigkeitskompetenzen (Wahrnehmung, Abstraktionsvermögen, konzeptuelles- und räumliches Denken, Intuition, Kreativität, Kombinationsgabe, Originalität und Poesie) besondere Relevanz besitzen und andererseits die haptisch-taktilen Voraussetzungen einer handwerklichen Form- und Materialerfahrung, die in der Gestaltung benötigt werden.
Seine Gestaltungslehre unterliegt daher anderen Interpretationsmustern als die Kunst: Kunst stellt Fragen, aber Gestaltung sollte Fragen beantworten oder: Kunst kann ein Geheimnis hüten, Gestaltungslehre aber sollte diametral entgegengesetzt ihr Ziel offenlegen können. Daher geht er in der Lehre nicht davon aus, dass „Kunst“ produziert wird; lediglich davon, dass mit künstlerischen Methoden ein gestalterisches Ziel verfolgt wird. Die künstlerischen Ergebnisse sind dabei austauschbar und nur so gut wie die Zielvorgaben, für die sie entwickelt wurden. So gesehen versteht Schulze Gestaltung als die Wissenschaft künstlerischer Methoden, gerichtet auf ein angewandtes objektivierbares Ziel. „Gerade in unserer medialen Welt, die einen gierigen Hang zur Entmaterialisierung aufzeigt, zielt die plastische Gestaltung als ‚Berührung der Welt‘ auf eine Formqualität, die der Gestalter zu einem Stück Lebensqualität verwandeln soll.“ (Michael Schulze: Konzept und Werkbegriff. Die plastische Gestaltung in der Architekturausbildung. Zürich 2012.)

## Werke
Von Zeichnung und Malerei ausgehend, entwickelte Schulze einen konzeptuell morphologischen Umgang mit Objekten und Plastiken, die kinetische, mechanische und pneumatische Applikationen miteinbeziehen. Geschichtliche, biologische und technische Inhalte finden zu einer kombinatorischen Synthese im Kontext von Natur-, Kultur- und Zivilisationshinterfragung als subjektivem Interpretationsfeld. Methodisch arbeitet Schulze in themenbezogenen Konzept- und Werkreihen, für die er unterschiedliche Medien, formale Prinzipien und Techniken einsetzt. Damit verfolgt er den Anspruch eines universellen Kunstbegriffs, der jenseits eines ‚l’art pour l’art‘ anzusiedeln ist.

## Malerei
Schulze versteht Malerei als Sichtbarmachung und Reflexion realer Zustände.

## Plastiken und Objekte
Werkreihen:
- 1980 Verfolgt von Max. E. im Rollstuhl

Ausgehend von den Zeit- und Bewegungserfahrungen durch die Animationsfilme wurden den Objekten kinetische- und mechanische Elemente hinzugefügt. Ausgehend von einer Schaufenster-Gliederpuppe, Prothesen und anderen mechanischen Teilen, entstand 1979/80 die erste mechanisch-figürliche Objektreihe.
- 1981 Preußenmaschine

Als Paraphrase auf das Herrscherdenkmal entstand 1981 als Auftragsarbeit zur Ausstellung „Borussia vor, noch ist Preußen nicht verloren!“ die Preußenmaschine für das Künstlerhaus Bethanien in Berlin, als Konglomerat militärischer Attribute und preußischen Nippes über Keilriemen in Bewegung gesetzt. Eine große Assemblage mechanisierter Geschichte, auch als ‚Antikriegsmaschine‘ gedacht. Die Travestie von Macht und Herrlichkeit als klappernde Mechanik.
- 1982 Tacho-Saurus

Aus der Beschäftigung mit dem Werk des französischen Autors Raymond Roussel, insbesondere mit seinem Roman Locus Solus, entstand das Konzept für diese Tier-Maschinen-Objekte, die einen quasi darwinistischen Gedanken verfolgten, wenn durch Montage von Fundstücken aus unserer Industriegesellschaft eine Tierwelt ‚rekonstruiert‘ wurde, die nach dem zivilisatorischen Zeitalter unserer Gegenwart existiert haben könnte.
- 1984 Allegorie auf den Fortschritt

Als Auftragsarbeit für die Ausstellung „Zukunft der Metropolen, London, Paris, Berlin“ stand das Bild Eisenwalzwerk von Adolf Menzel (1872) als Modell zur plastischen Generierung und Interpretation zur Verfügung, als pneumatisch-mechanische Installation in der Eingangshalle der TU Berlin.
- 1984/85 Flügelschlag

Aus den Erkenntnissen und Kombinationen der techno-organischen Morphologie entwickelten sich Methoden als metaphorische Logik, in der sich Aspekte der Realität und Wirklichkeit vielschichtig übersetzen ließen. Diese führte Schulze zu formalen und reduktiven Überlegungen, die sich in dem Projekt „Flügelschlag“ manifestierten. „… Ich verstehe sie als ein Suchen nach den Möglichkeiten, Leben zu imaginieren im Arrangement der Versatzstücke des Todes. In ihrer Verfremdung erfahren die dabei verwandten Materialien der mechanischen Welt eine Art Anhauch organischen Lebens. Ein Gleichnis?.“ (Karl Schwarz)
- 1986 Kammerjäger

„… Aber Michael Schulze geht einen rätselhaften, viele wichtigeren Schritt weiter, einen Sprung, von dem aus ein Moment der Gnadenlosigkeit selbst der sammelnden ‚Tierliebhaber‘, deutlich wird: Es geht nicht darum, dass Kleine und Übersehene und Zertretende nur zu vergrößern und vertraut zu machen, sondern es geht um Übersetzungen, die uns zeigen werden, dass wir Menschen uns selbst jene skurrile Position zugewiesen haben: Am höchst entwickelten Ende tierischer Geschichte zu stehen, von dem aus nun und in Zukunft alles Technik und Maschine sein wird. Könnte es nicht eine Instanz geben, die schon jetzt über diese Dompteurposition lächelt? Erzählen nicht das ‚Elektrische Insekt‘, das ‚Flügelradtier‘ oder ‚Schmetterling‘, die ‚Elektrische Wespe‘ eine ganz andere Geschichte?.“ (Hans-Dieter Bahr)
- 1989 Sieh um Dich (Look out)

In diesem Projekt findet eine Konzentration kombinatorischer Methoden statt, die sich über das Tier und die Maschine, dem Gegensatzpaar Natur und Technik widmen. Ähnlich den Objekten einer Wunderkammer, zeigen sich hier Ausdrucksformen einer speziellen Sicht und Auffassung, die scheinbar einer eigenen evolutionären Logik folgen.
- 1990/91 Discovery

Während des Arbeitsaufenthalts mit der Familie in Los Angeles entstanden zweiundzwanzig Objekt-Reliefs, die sich unter anderem mit dem Mythos Christoph Columbus und dem Bild der realen ‚Entdeckungen‘ Schulzes in den USA auseinandersetzten: eine Art journalistisch-künstlerischer Betrachtung, die sich mit kulturell-trivialen Erscheinungen, gesellschaftlichen Eigenarten und popkulturellen Eindrücken ebenso beschäftigte, wie mit geschichtlichen Aspekten der indianischen Ureinwohner Amerikas.
- 1994 Reliefs

Ausgehend von der Malerei entwickelte Schulze eine morphologische Methode, Fundstücke und Dinge assemblierend in einen Bildzusammenhang zu fügen, bei dem das Material Polyurethan eine malerische (durch Pigmentzugabe) und verbindende Rolle übernahm. Daraus entstanden Relief-Tafeln als Hybride von plastischer und malerischer Ausdrucksweise. Ähnliche Verfahren wurden bei den Reliquien-Kassetten-Boxen angewendet.
- 1999–2001 Eifelschichten: Die Sprachlosigkeit der Steine

Bohrkerne der Eifel aus einer Tiefe von z. T. 400 Metern bildeten den Ausgangspunkt für dieses Projekt (Paläozoikum, Karbon und Devon, ca. 380 Mill. Jahre), bei dem die Faszination der unterschiedlichen Sedimentschichten eine unvorstellbare Lebens- und Vergänglichkeitsspanne der Natur vor Augen führten. Die künstlerische Intervention bestand darin, den Sedimentprozess der Kerne als künstlerische Methode zu übernehmen und derart zu interpretieren, dass die vorhandenen geologischen Schichtungen durch triviale, psychologische reale Objekt-Schichten ergänzt und erweitert wurden.
- 2001 Eifelgeschichten-Tiergeschichten
- 2010 Ethnische Reliefs (Interkulturelle Ästhetik im globalen Raum)

Inhaltlicher Auslöser sind Phänomene der Globalisierung und Tendenzen kultureller Überschneidungen und überlappender Schnittstellen sowie Auflösungserscheinungen national kultureller Eigenarten und Identifikationsmodelle. Hierbei handelt es sich um ein künstlerisches Konzept, bei dem die Ästhetik der nationalen Weltkulturen im Fokus steht und quasi überarbeitet wird. Dies geschieht durch Kombination und Assemblage hölzerner Skulpturen und Objekte aus den unterschiedlichen Kultur- und Bedeutungsbereichen, die über Reliefs und Holzschnitte interpretiert werden.

## Grafik
Konzeptuelles Mappenwerk:
- 1976–1980 Berliner Blätter
- 1980 Geschichten zum Selbstbauen
- 1984 Kammerjäger
- 1986 Skizzen in Zink
- 2003 Tiergeschichten
- 2004 Maschinensturm
- 2005 First in America
- 2006 Konstruierte Leidenschaften
- 2011 Holzschnitte zu den „Ethnischen Reliefs“

## Ausstellungen

### Einzelausstellungen
- 1980 „Verfolgt von Max. E. im Rollstuhl“, Galerie Kulmerstraße, Berlin
- 1982 „Tacho-Saurus“, Galerie Kulmerstraße, Berlin
- 1983 Droysen Galerie Berlin
- 1984 „Allegorie auf den Fortschritt“, TU Berlin
- 1986 „Kammerjäger“, Galerie Pfeiffenberger, Berlin
- 1987 „Arbeiten von 1977–1987“, Villa Frank, Ludwigsburg
- 1989 „Look out“, Shoshana Wayne Gallery, Los Angeles, USA
- 1990 „Ausschnitte“, Arbeiten von 1980–1990, Kulturamt Wiesbaden
- 1992 „Look out“, Moody Gallery, Houston, USA; „Sieh um Dich“, Körnerpark Berlin; „Machinationen“, Zolla/Liebermann Gallery, Chicago, USA
- 1993 „Drei geöffnete Mappen“, Repin-Institut, St. Petersburg, Russland
- 1994 „Reliefs“, Galerie Redmann, Berlin
- 2001 „Unterstellungen“, Ludwig-Forum für Internationale Kunst, Aachen; „Eifelgeschichten-Tiergeschichten“, Atelier Schwerzfelderstrasse, Roetgen
- 2006 „2 Orte“, Galerie Einmalich und Atelier, Schwerzfelderstrasse, Roetgen
- 2007 „Michael Schulze“, Galerie 23 m², Aachen
- 2007 „Widmung Alsdorf“, Kunstverein Alsdorf
- 2009 „Bitte um Stellungnahme“, Galerie 45, Aachen
- 2013 Galerie Phoenix, Köln

### Gruppenausstellungen
- 1978 Atelier Kulmerstraße; Gründungsmitglied „Berliner Kunsttage“, Galerie Kulmerstraße
- 1979 Mannheimer Kubus, Mannheim; Paula Modersohn-Becker Haus, Bremen;
- 1980 „4 Meisterschüler“, Festspielgalerie Berlin
- 1981 „Borussia vor, noch ist Preußen nicht verloren!“, Installation der Preußenmaschine, Künstlerhaus Bethanien, Berlin
- 1982 „Maisalon“, Haus am Lützowplatz, Berlin
- 1983 „Maschinenraum“, Galerie Kulmerstraße, Berlin
- 1984 „Aufbruch“, Galerie Bodo Niemann, Berlin
- 1984/85 „Kunst und Technik 3“, BMW-Galerie, München u. Berlin
- 1985 „Ikarus“, NGBK-Realismusstudio, Berlin; „Mythos Berlin“, Konzeptausstellung, Berlin
- 1986 Galerie am Moritzplatz, Berlin; „Schinkestraße“, Berlin
- 1988 „Material + Spirit“, Davis/Mc Clain Gallery, Houston, USA; „Containers“, Shoshana Wayne Gallery, Los Angeles, USA
- 1989 „Beyond Words: The Book as Metaphor for Art“, San Francisco Craft and Folk Art Museum, San Francisco, USA; „Feather, Fur and Fin“, Laguna Gloria Art Museum, Austin, USA; „Veksolund“, Kopenhagen, Dänemark
- 1990 „Woodcuts, Lithographs and Etchings“, Zolla/Liebermann, Chicago, USA; College of Dupage with Chris Sassaer, Chicago, USA; „Kammerjäger“, Radierungen, Moody Gallery, H ouston, USA
- 1992 „The Robots. Man and Mashine“, Internationale Biennale in Nagoya, Japan; „Kienholz and Friends“, Redmann Galerie, Berlin; „Das Fremde–Der Gast“, Offenes Kulturhaus Linz, Österreich
- 1999 Robert Schuman Kunstpreis, Städtisches Museum Trier (nach drei Tagen zurückgezogen)
- 2004 „Abheben–1000 Träume vom Fliegen“, Art Kite Museum, Detmold
- 2005 „Deep Action“, Meisterschüler von W. Petrick im Georg Kolbe Museum, Berlin
- 2010 „Update“, Verein Berliner Künstler, Berlin
- 2011 „Arm aber sexy“, Atelierhaus Aachen; „The Library of Silent“, Nadiart International, Verviers, Belgien; „Unter Druck“, Zeitgenössische Druckgrafik, Verein Berliner Künstler, Berlin; „9. Festival de la Gravure“, Diekirch, Luxemburg
- 2012 „Das seh ich anders–dank dir“, 68elf, Mediapark, Köln

## Filme
- 1979 „20 Experimentalfilme“, Galerie Kulmerstraße, Berlin
- 1979/80 „Kino ohne Kasse“, Arsenal 2, Berlin
- 1980 „Comics und Trickfilme in West-Europa“, Gutenbergmuseum, Mainz/Luzern; „Projektionen 2“, SFB, 3. TV-Programm, Redaktion Jürgen Tom
- 1981 „27.Westdeutsche Kurzfilmtage“, Oberhausen; Osnabrücker Experimentalfilm Workshop, Kinderkino, Lagerhalle
- 1982 Ex-Peri und Nix-Peri Film-Festival, Bonn; Filmtage Kulmerstraße, Berlin
- 1983 Klick Kino, Berlin; T:E:S:A: Film, Programmblock 90 Min., Osnabrücker Experimentalfilm Workshop Lagerhalle
- 1985 „Familienbild“, Super 8, 35 Min., Künstlerhaus Bethanien, Berlin
- 1987 „Hokus Pokus“, Fünf Animationsfilme a 2,5 Minuten, SFB Berlin; Michael Schulze, Kunst ist Verwandlung, Ein Fernsehfilm von Ingeborg Euler, ZDF
- 2016 Manifestation des Materials: https://www.youtube.com/watch?v=JNrOkpqf9oo&t=35s
- Design Teaching, Lecture in China, Xi’an at Xijing University: https://www.youtube.com/watch?v=9E3L1Unb40o&t=254s
- 2017 "Jesus Christus als Perpetuum Mobile oder die Vermessenheit einer Idee" : https://www.youtube.com/watch?v=q_NIWfeDEm4
- Was ich noch sagen wollte...! "What I still wanted to say..." Abschiedsvorlesung: https://www.youtube.com/watch?v=tO-eT8Vi41I
- 2018 FIRST IN AMERICA: https://www.youtube.com/watch?v=H29L61io948
- 22 days, a teaching trip to Oman:https://www.youtube.com/watch?v=RPKhzjlFrt4
- Kindheitsschrank: https://www.youtube.com/watch?v=5Z79y4By_jk&t=5s
- 2019 Mensch Tier Maschine, eine Dreierbeziehung? https://www.youtube.com/watch?v=WXWMZUcIo3g&t=2s
- ETHNO-RELIEFS, EIN BEITRAG ZUR INTERKULTURELLEN ÄSTHETIK : https://www.youtube.com/watch?v=wzcUn7ijXn8
- PROJECT KAMMERJÄGER: https://www.youtube.com/watch?v=W45pMrGQDQs
- 2020 CORONA-FRIES : https://www.youtube.com/watch?v=TXRrtUqwyvo
- WINNETOU-FRIES: https://www.youtube.com/watch?v=aWbK8UrLhuM

## Bibliografie
- Michael Schulze: The Forming Process of Assemblages and Objects. In: Leonardo, Vol. 23, No. 4, (1990), S. 371–375
- Die Zukunft der Metropolen: Paris, London, New York, Berlin, hrsg. von Karl Schwarz (= Ausstellung: Technische Universität Berlin, Hauptgebäude, 20. Oktober 1984 bis 16. Dezember 1984), Bd. 2, S. 149, 164–179, 271–275.
- Hans Dieter Bahr, Michael Schulze: Machinationen, Fährtenwechsel zwischen Philosophie und Kunst, 1986,
- Katalog: Michael Schulze: Kammerjäger – Objekte 1985/86, Berlin, Galerie K. Pfeiffenberger
- Katalog: Schinkestraße – Ausstellungen, mit Helma, Christian Hasucha, Karl Ludwig Lange, Stefan Roloff, Irene Fehling, Regina Opitz und Konrad von Homeyer. Berlin 1987
- Mikkel Bogh: Ars combinatoria. Bemerkungen zu Michael Schulzes Technik. In: Sieh um dich, 1989, S. 5–18.
- Stefanie Endlich über die Arbeit von Michael Schulze In: Sieh um dich. Look out, Objekte, Zeichnungen, Radierungen, 1989, S. 22–32
- Michael Nungesser: Auf den Spuren eines Objektkünstlers, in: Sieh um dich. Look out, Objekte, Zeichnungen, Radierungen. 1989. S. 36–44.
- Sieh um dich, Look out, Objekte, Zeichnungen, Radierungen, Objects, Drawings, Etchings, Berlin 1991, (Ausstellungskatalog: Los Angeles 1989, Houston, Texas 1990, Berlin, Körnerpark Neukölln 1991)
- The Robots. Man & Machine at the End of the 20th Century, Nagoia, 1992, S. 12f.
- Michael Schulze: Gedanken zum Ausdruck und zur Intention meiner Arbeit „Sekretäre“, in: Das Fremde – der Gast, Linz 1993
- Michael Schulze: Unterstellungen. Maschinen – Objekte – Reliefs – Graphik, hrsg. von Heinz Herbert Mann, Ausstellungskatalog: Aachen, Ludwig Forum für Internationale Kunst
- „Dokumente 02“, Zur Lehre in der Architekturausbildung, hrsg. vom Lehrstuhl für Plastik, Prof. Michael Schulze, RWTH-Aachen, Ausstellungskatalog
- Michael Schulze: Konzept und Werkbegriff, Die plastische Gestaltung in der Architekturausbildung, 1. Auflage 2013, 304 Seiten, Format 21 × 26,5 cm, gebunden, zahlreiche Abbildungen und Fotos, durchgehend farbig, ISBN 978-3-7281-3481-3
- Ulrich Siebgeber: Michael Schulze: Konzept und Werkbegriff, Globkult 2012 (Rezension)